# ميلكياديس ألفاريز
ميلكياديس ألفاريز (بالإسبانية: Melquíades Álvarez Gónzalez-Posada)‏ (خيخون 17 مايو 1864 - مدريد 22 أغسطس 1936) هو سياسي جمهوري إسباني، مؤسس وزعيم الحزب الجمهوري الإصلاحي (Partido Republicano Reformista) المعروف باسم حزب الإصلاح. وقد وصل إلى منصب رئيس مجلس النواب في حقبة عودة البوربون.
كلفه الجمهوري نيكولاس سالميرون في البداية بتأسيس حزب الإصلاح سنة 1912 حيث قام بإضفاء الطابع العسكري على شخصياته المهمة من المثقفين الأسبان في ذلك الوقت مثل مانويل أثانيا وخوسيه أورتيجا إي جاسيت وأميريكو كاسترو وبينيتو بيريث جالدوس وغيرهم كثير.
في 22 أغسطس 1936 احتجز في السجن النموذجي بداية الحرب الأهلية بعد أن أسرته مجموعة من رجال الميليشيات اليسارية. قتل في الليلة التالية 22-23 أغسطس عندما تم تنفيذ الإعدام بإجراءات بسيطة في الطابق السفلي من السجن.

## السيرة الذاتية

### بدايته
درس القانون في جامعة أوفييدو حيث تخرج سنة 1883. ثم أصبح استاذا في القانون الروماني بنفس الجامعة سنة 1889. ثم بدأ مهنة المحاماة في أوفييدو. وصار عميد نقابة المحامين بين 1894 و 1898 لنفس المدينة. ثم انتقل بعدها إلى مدريد.

### المسار السياسي

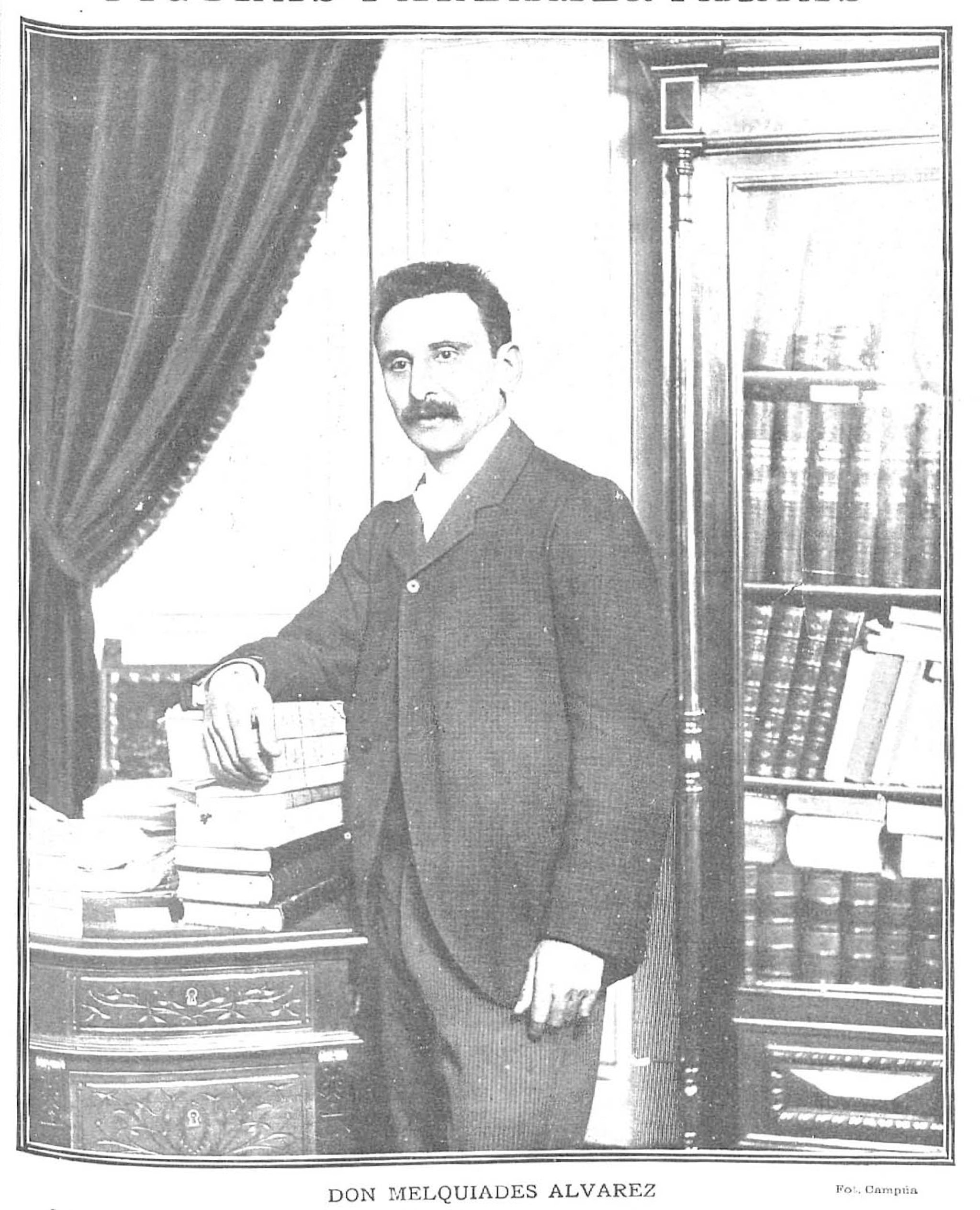
ألفاريز سنة (1903).

يُنظر إلى ألفاريز بأنه شخص موهوب ومتحدث ممتاز، ولقِّب ب«المنبر» و«ذروة الذهب». فأسس في سنة 1912 حزب الاصلاح بعدما ألهمه الجمهوريين، ولكنه كان على استعداد للحكم بنظام ملكي ديمقراطي، لأنه اعتبر مسألة شكل الحكومة -الملكية أو الجمهورية- في الديمقراطية هي مسألة عرضية. كان عضوا في معهد الإصلاح الاجتماعي الذي أسس في 1903.
في عام 1917 شارك في الإضراب التي رعاها الجمهوريون والاشتراكيون، فقد كان هدفهم عقد برلمان تأسيسي للكورتيس. إلا أن الإضراب فشل. تمكن ألفاريز من الإقتراب من الحزب الليبرالي للنظام الملكي الذي سمح له بأن يكون رئيس مجلس النواب سنة 1923. وقد حاول إقناع ألفونسو الثالث عشر بالعودة إلى البرلمانية الليبرالية بعد انقلاب بريمو دي ريفيرا. شارك في المؤامرة التي هدفت إلى إسقاط الدكتاتور بريمو دي ريفيرا.
غير اسم حزبه في الجمهورية الثانية إلى الحزب الليبرالي الديمقراطي والذي هو أقلية ضعيفة بالفعل في اليمين الوسط من الطيف السياسي. انتخب نائبا لمدريد (ترشح لدعم الجمهورية بمقاعد الأقليات) وبلنسية (في التحالف الجمهوري الاشتراكي بمقاعد الأغلبية) في الانتخابات التأسيسية 1931 وأعيد انتخابه في أستورياس سنة 1933 (في قوائم مشتركة مع CEDA). وهو أيضًا كان عميد لنقابة المحامين في مدريد.

### الإغتيال
في أغسطس 1936 أي بعد شهر من بداية الحرب الأهلية سُجن ملكياديس ألفاريز مثل غيره من القادة السياسيين المحافظين في سجن مدريد النموذجي. وقتل فيما بعد أثناء ماسمي مذبحة السجن النموذجي في مدريد في مدريد، وقتله رجال الميليشيات الأناركيين الذين احتلوا السجن. وقتل مع ألفاريز وزراء سابقين من الجمهورية أمثال خوسيه مارتينيز دي فيلاسكو ومانويل ريكو أفيلو.
وكان مانويل أثانيا في ذلك الوقت رئيسا للجمهورية. وقد تسبب مقتل الشخص الذي كان معلمه الأول بالسياسة في تأثره الشديد.